# Saint-Pey-de-Castets
Saint-Pey-de-Castets är en kommun i departementet Gironde i regionen Nouvelle-Aquitaine i sydvästra Frankrike. Kommunen ligger i kantonen Pujols som tillhör arrondissementet Libourne. År 2022 hade Saint-Pey-de-Castets 595 invånare.

## Befolkningsutveckling
Antalet invånare i kommunen Saint-Pey-de-Castets
Referens:INSEE